# Papel Periódico de Santafé
El Papel Periódico de Santafé fue una publicación que circuló en Santafé de Bogotá, Virreinato del Nuevo Reino de Granada, a finales del siglo XVIII. Fue fundada el 9 de febrero de 1791 por Manuel del Socorro Rodríguez. En dicho periódico se le dio cabida a información literaria, política y científica de la época. Se publicó hasta el 6 de enero de 1796 (número 265).
Entre sus colaboradores estaba el clérigo ilustrado Francisco Martínez.
Por considerarse el pionero de la prensa colombiana, la fecha de su fundación se estableció como el Día del Periodista.